# Книги крові
Книги крові — серія оповідань англійського письменника Клайва Баркера.
Цикл включає шість книг, озаглавлених з «Том 1» по «Том 6». Згодом він був перевиданий у двох книгах (по три томи в кожній). Перша з цих книг включала передмову ліверпульського письменника, друга Баркера Ремсі Кемпбелла.
Книги опубліковувалися з 1984 по 1986 роки. Публікація першого тому принесла Баркеру неймовірну популярність, здобувши нагороду Британської і Всесвітньої премії фентезі. Стівен Кінг після виходу «Книги Крові» назвав Баркера «майбутнім жанру жахів».
Розповіді циклу переважно представляють жанр хоррор, однак, як і в багатьох інших творах Баркера, в них змішані багато жанрів, насамперед міське фентезі. Як правило, дія в них відбувається в наші дні з абсолютно звичайними людьми, що опинилися раптово втягнутими в таємничі і небезпечні події.
Обкладинки деяких редакцій оформлені особисто Баркером. Вісімнадцять історій з «Книги Крові» були випущені в вигляді коміксу Tapping the Vein видавництвом Eclipse Books.

## Список оповідань і короткий зміст

### Том 1
«У мертвих свої магістралі. Прокладені в тих непривітних пустирях, що починаються за межами нашого життя, вони заповнені потоками душ. Їхній тривожний гул можна почути в глибоких вадах світобудови — він лунає з вибоїн і тріщин, залишених жорстокістю, насильством і пороком. Їхню гарячкову штовханину можна мигцем побачити, коли серце готове розірватися на частини, — саме тоді погляду відкривається те, що має бути таємним». Ця цитата щонайточніше передає суть знаменитих збірок Клайва Баркера, які об'єднані загальною назвою «Книги крові» і стали класикою не тільки містики, а й літератури в цілому.

#### Книга крові
Розповідь-пролог, яка пояснювала б появу на світ власне «Книг крові». Група вчених на чолі з Мері Флореску вивчає паранормальну активність в особняку з привидами. Заручившись підтримкою медіума Саймона Макніла, вони не підозрюють, що той — звичайний самозванець, який просто вирішив підзаробити. Макніл же своєю чергою не знає, що і справді володіє екстрасенсорними здібностями. Він вдає, ніби намагається встановити контакт з потойбічним світом, і ці кривляння пробуджують гнів мертвих: вони перетинають кордон світів і вирізають тексти «Книг крові» уламками скла на тілі Макніла.
Подальша доля героїв описана в оповіданні-епілозі «На вулиці Єрусалима» в кінці 6-го тому.

#### Опівнічний поїзд з м'ясом
Леон Кауфман засинає в метро по дорозі з роботи додому. Прокинувшись, він виявляє, що проспав свою станцію. Заглянувши в сусідній вагон, Кауфман бачить сцену жорстокого вбивства: людина на ім'я Махогані вбив кількох людей, випатрав тіла і розвісив їх на поручнях вагона. Виявивши свідка, Махогані намагається його знищити, але, захищаючись, Кауфман вбиває Махогані. Поїзд закінчує свій шлях далеко за кінцевою станцією в катакомбах, які служать притулком для стародавніх жахливих істот. З'ясовується, що вони є таємними господарями міста, і їхнє існування завжди прикривалося владою і поліцією. Істоти виривають Кауфману язик, забезпечуючи його мовчання, і покладають на нього обов'язки Махогані: ката і постачальника їжі.

#### Йеттерінг і Джек
Єдина у цьому циклі гумористична розповідь.
Молодший демон на ім'я Йеттерінг переслідує пересічного службовця Джека Поло, чия душа була обіцяна Вельзевулу батьком Джека, але уникла цієї долі завдяки його матері. Невидимий Йеттерінг щосили влаштовує в будинку бедлам з метою зломити Джека — кип'ятить воду в акваріумі, розкидає предмети, блокує дверні замки — проте Джек наполегливо продовжує ігнорувати демона, демонстративно списуючи все на побутові негаразди. Оскаженілий демон, спровокований Джеком, порушує два основних закони: не залишати житла жертви і не торкатися до неї, в результаті чого стає слугою Джека.

#### Свинячий кривавий блюз
Колишній поліцейський Редмен влаштовується на роботу в колонію для неповнолітніх. Незабаром він дізнається, що хлопчик на ім'я Хенессі безслідно зник незадовго до цього. На подвір'ї закладу Редмен виявляє хлів, в якому тримають величезну свиню. Призвичаївшись в середовищі підлітків, Редмен починає бачити в їхніх взаєминах ознаки стороннього культу, а хлопчик Томмі повідомляє йому, що Хенессі нікуди не зникав: нібито він свідомо наклав на себе руки, повісившись у хліві, щоб його дух переселився в свиню і жив там вічно.

#### Секс, смерть і сяйво зірок
Террі Каллоуей займається постановкою п'єси Шекспіра «Дванадцята ніч», яка повинна стати останньою для театру «Елізіум», який розорився. На головну роль Террі призначає свою коханку Діану Дюваль, в минулому успішну телезірку, в надії, що її ім'я врятує постановку. Одного разу до нього приходить таємничий чоловік, який назвався Літчфілдом. Він стверджує, що Діана грає огидно, і врятувати спектакль може тільки його дружина Констанція, яка мала тріумфальний успіх в цьому театрі раніше. Незабаром з'ясовується, що Літчфілд і його дружина дійсно прославили театр «Елізіум» багато років назад — до того, як померли. Свій останній спектакль театр дає перед аудиторією, повсталою заради цього з могил.

#### В горах, в містах
Мік і Джуд, коханці-гомосексуали, здійснюють романтичну подорож по Югославії. В цей же час два маленьких гірських містечка, Пополак і Подуєво, готуються до щорічного святкового ритуалу: жителі кожного міста, стаючи один на одного, вибудовують з власних тіл фігуру велетенської людини. Два велетні повинні зійтися у двобої, проте одна людина в «ногах» Подуєво надривається, не витримавши ваги, і конструкція падає та перетворюється на купу м'яса і річку крові. Пополак же, що йде з тріумфальною піснею по горбах, несе смерть і божевілля — в тому числі смерть Джуда і безумство Міка, який застрибує на велетня, щоб стати його частиною.

### Том 2

#### Страх
Студент-новачок Стів знайомиться зі старшокурсником Куейдом, який знайомить його зі своєю теорією страху. Для того, щоб оцінити поріг подолання страху на практиці, Куейд викрадає дівчину-вегетаріанку і закриває її в приміщенні, де є м'ясний стейк. Куейд показує хід експерименту, знятого прихованою камерою, приголомшеному Стіву, який не підозрює, що він наступний на черзі в дослідженнях Квейда.

#### Пекельний забіг
Раз на століття в Лондоні проходить марафонський забіг, в якому бере участь представник Сатани, про що суперники абсолютно не підозрюють. У разі його виграшу Сатана запанує на Землі. Одному з учасників змагання випадково відкривається страшна правда і, жертвуючи собою, він не дає можливості посланцеві Пекла перемогти в забігу.

#### Її остання воля
Втомившись від життя, Жаклін Есс робить безуспішну спробу самогубства. Прийшовши до тями, вона виявляє, що стала володаркою фантастичною здатності: силою розуму змінювати і деформувати тіла людей. Її шлях в пошуках чоловіка, який навчив би її контролювати цю силу, перетворюється на низку жорстоких вбивств, і навіть справжнє почуття, яке вона нарешті зустрічає, не рятує закоханих від смерті.

#### Шкіра батьків
Час від часу на поверхню землі з сипучих пісків виходять жахливі чудовиська. В один з таких візитів вони ґвалтують жінку і у неї народжується дитина. Дорослішаючи в людській сім'ї, вона спочатку нічим не відрізняється від інших дітей, аж ось монстри знову виходять з піску, щоб забрати його до себе.

#### Нове вбивство на вулиці Морг
У Париж повертається нащадок знаменитого детектива С. Августа Дюпена, оспіваного в свій час Едгаром Алланом По. Повертається, щоб дізнатися про нове вбивство на вулиці Морг, вчиненим з неймовірною жорстокістю, на яку здатна лише гігантська мавпа.

### Том 3

#### Син целулоїду
Ховаючись від поліції, смертельно поранений злочинець Барбара вмирає між екраном і задньою стіною старого й майже не популярного кінотеатру. Причиною смерті стала не тільки рана, а й ракова пухлина (про яку Барбара так і не дізнався), що розвинулася через погане харчування у в'язниці, з якої Барбара втік напередодні. Далі дія розвивається через пів року.

#### Голий Мозок
Працюючий в полі, фермер прибирає камінь, під яким поховано жахливу потвору. Монстр вибирається назовні і починає вбивати всіх в окрузі. Єдине, що може зупинити жахливу істоту, це камінь, забруднений менструальною кров'ю жінки.

#### Сповідь савана
Душа людини вселяється в саван, який жорстоко мстить своїм кривдникам.

#### Козли відпущення
Туристи, які пливли на яхті, натикаються на пустельний острівець, де в загоні бродять кілька козлів. Один з відпочиваючих вбиває тварин, не підозрюючи, що вони є жертвою потопельника, який покоїться на дні морському, і тепер розгнівані мерці прийдуть за ними.

#### Залишки людського
Юнак-повія, що відрізняється надзвичайно красивою зовнішністю, раптово виявляє, що у нього є кошмарний двійник — жива дерев'яна лялька, яка все більше і більше набуває його зовнішності й посягає на його душу.

### Том 4

#### Повстання
Щоб ви стали робити, якби вами постійно командували? Виконували б вами всю роботу, в тому числі і найбруднішу. Вас би обпалювали, били молотком, різали і багато іншого, від чого вам було б неприємно і боляче. Ви б влаштували повстання? А чим частини нашого тіла гірше нас?

#### Нелюдський стан
Мотузка з вузликами таїть в собі жахливі секрети, і при розплутуванні кожного вузлика вивільняється неймовірне зло.

#### Одкровення
Дві душі повертаються на землю в примарному вигляді, щоб знову пережити трагедію свого минулого, яка сталася в кімнаті готелю. Колись жінка застрелила там свого чоловіка, а пізніше була засуджена до страти електричним стільцем. І ось зараз, схоже, вбивство загрожує повторитися знову — на цей раз з іншою парою.

#### Вийди, Сатана
Збожеволілий мільйонер бажає викликати Сатану та будує на землі власне пекло. У Грегоріуса було все. Але одного разу, прокинувшись вночі, він зрозумів, що Господь залишив його. Щоб повернути милість Творця, він вирішує піддати свою душу небезпеці, зустрівшись з Сатаною. Для цього він будує Пекло на землі.

#### Час бажань
Випробування любовного афродизіака перетворюється в катастрофу, породжуючи маніяка, що ґвалтує і вбиває всіх на своєму шляху.

### Том 5

#### Заборонене
Збираючи матеріал для своєї теми про графіті в інститут, Елен вирішила зробити кілька фотографій в напівзанедбаному районі. В одному з будинків вона виявляє дивне зображення. Намагаючись з'ясувати, хто на ньому зображений, вона дізнається про жахливі вбивства, вчинені в цьому районі, і про якогось Кендімена. Хто він такий і яке має відношення до всього, що відбувається в районі?

#### Мадонна
Джеррі Колохоун, середньої руки підприємець, який не відрізняється особливою охайністю, хоче провернути вигідну угоду з продажу будівлі старого басейну. Його партнер по угоді, містер Езра Харві, теж має сумнівну репутацію і кримінальне минуле. Ознайомча «екскурсія» по будівлі, розпочата Джеррі, пройшла начебто нормально. Однак Езра, який не задоволений першим побіжним оглядом комплексу, проникає туди знову, на цей раз на самоті, і виявляє там щось таке, що змінило його назавжди.

#### Діти Вавилона
Ризикована прогулянка по невеликому пустельному острову, загубленому в Егейському морі, закінчилася для Ванесси плачевно: вона натрапила на групу якихось дивних будівель, що нагадують монастир, і волею випадку опинилася полонянкою людей, які охороняли це дивовижне місце і його не менш дивовижних мешканців.

#### У плоті
Клів Сміт, який відбуває термін у в'язниці, був неприємно здивований, коли до нього в камеру посадили молодого хлопчину на ім'я Біллі Тейт. Начальник тюремного блоку велів Кліву наглядати за ним, щоб з хлопцем нічого не сталося. Але, як виявилося, Біллі зовсім не простий. Він скоїв злочин навмисно з метою потрапити в ту саму в'язницю, де багато років тому був повішений його дід. Дізнавшись точне розташування могили старого і встановивши з його духом контакт, він опановує жахливі здібності.

### Том 6

#### Життя Смерті
З цікавості Елейн заходить в гробницю розваленої церкви і виходить з неї як «та, що несе смерть». Всі, хто її оточують, починають помирати. Самій Елейн здається, що її переслідує Смерть в людській подобі. Але чи так це?

#### Вони заплатили кров'ю
Троє приятелів купили «шматок» землі в басейні Амазонки, на якому з давніх часів жили індіанці. Під час переговорів з ними з проханням «забратися» з землі, яку вони купили, вбивають маленького хлопчика з племені. Вождь племені насилає на них прокляття — жахливу смерть.

#### Сутінки над вежами
Агент-перебіжчик з КДБ може перетворюватися на чудовисько, спрагле крові. І він не самотній.

#### Остання ілюзія
Знаменитий ілюзіоніст Сванн гине в результаті нещасного випадку. Його вдова Доротея наймає окультного детектива Гаррі д'Амура: згідно з останньою волею Сванна, його тіло повинно знаходитися під наглядом добу, з моменту смерті до кремації, а Доротея відчуває страх і відчуття стеження. Гаррі погоджується і в ту ж ніч виявляється втягнутим в низку надприродних і жахливих подій, які відкривають справжню особистість Сванна і його ворогів.

#### Післямова: На вулиці Єрусалима
Ця розповідь включена лише до деяких англійських видань книги і є сиквелом першого оповідання циклу — «Книга крові».
Леон Уайберд на замовлення якогось колекціонера з Ріо знаходить Саймона Макніла і знімає з нього шкіру з текстами «Книг крові». Раптово шкіра починає кровоточити і величезна кількість пролитої крові затоплює Уайберда. Він опиняється на «магістралі мертвих», де і розповідає свою історію.

## Екранізації
Наступні розповіді циклу були екранізовані:
- «Голий мозок» — фільм «Цар зла» (інший варіант — «Опудало»), режисер Джордж Павлов (1986).
- «Йеттерінг і Джек» — серіал «Історії з Темної сторони», 7-я серія 4-го сезону (1987).
- «Заборонене» — фільм «Кендімен» (інший варіант — «Льодяник»), режисер Бернард Роуз (1992).
- «Остання ілюзія» — фільм «Повелитель ілюзій», режисер Клайв Баркер (1995).
- «Повстання» — фільм «Автострада», режисер Мік Гарріс (1997).
- «Опівнічний поїзд з м'ясом» — фільм «Опівнічний експрес», режисер Рюхей Китамура (2008).
- «Книга крові» і «Післямова: На вулиці Єрусалиму» — фільм «Книга крові», режисер Джон Харрісон (2008).
- «Страх» — фільм «Страх», режисер Ентоні ДіБлейсі (2009).
- «Книги крові», режисер Бреннон Брага (2020)